# Dřevárna
Dřevárny jsou hry v přírodě, při kterých hráči oblečení do fantasy či historických kostýmů bojují mezi sebou dřevěnými replikami zbraní. Vznikly jako alternativa pro stolní  hry na hrdiny (v Česku např. Dračí doupě nebo anglické AD&D), při které hráči místo slovního popisu své akce předvádějí ve skutečnosti. Do stejné skupiny patří i larpy, které jsou ovšem více než na boj zaměřeny na prožití příběhu, mezilidskou interakci a pocit ponoření se do herního světa.
Dřevárny v drtivé většině představují bitvy nebo výpravy družin dobrodruhů podle fantasy literatury (představitelem je např.  J.R.R. Tolkien). Proto kostýmy i zbraně často nebývají přesně historické ale snaží se přiblížit knihám a filmům. Dřevárna trvá většinou jeden den, větší akce bývají dvou nebo třídenní. V zájmu bezpečnosti se už upustilo od používání čistě dřevěných zbraní a dnes jsou kladeny poměrně velké nároky na jejich měkké a bezpečné obalení. Jsou však stále ještě hry které  povolují neměkčené zbraně. Na rozdíl od historického šermu se hráči neučí žádnou techniku boje a bojují „jak to jde“. V největších bitvách v Česku bojuje až 1000 hráčů, nejmenší počet pro uskutečnění akce je naopak kolem 20 hráčů.

## Systém hry

### Boj

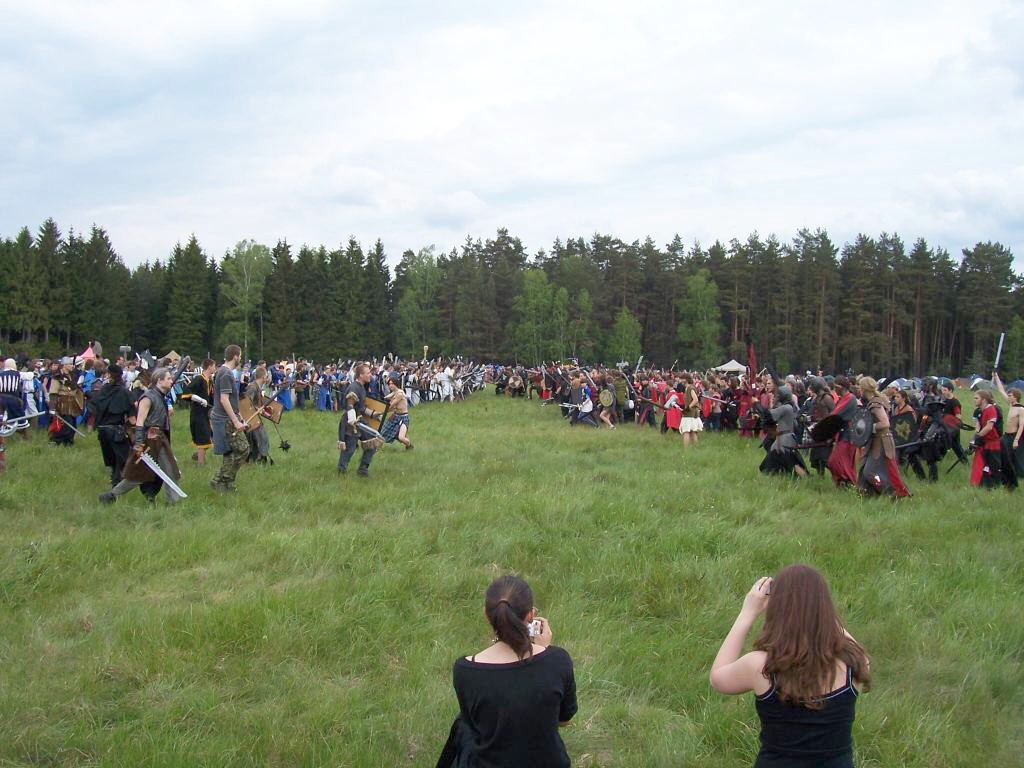
Závěrečná bitva na B5A

Existují různá pravidla pro boj, ale nejpoužívanější jsou v dnešní době pravidla SPB ASF (k nahlédnutí na stránkách asociace ASF.cz) a FAS. Hráči se snaží zasáhnout zásahové plochy na těle protivníka: trup, ruce od ramen po lokty a nohy od kyčlí po kolena. Při tom se samozřejmě snaží bránit zásahu svému. Pokud je hráč zasažen (zbraň se dotkne zásahové plochy a byl proveden viditelný nápřah), pak si odečte jeden život (za pomoci kouzel apod. dva i více). Pokud jeho životy klesnou na nulu, je mrtev a obvykle se jde oživit do tábora své rasy (počká cca 5-20 minut a pak se může opět zapojit do hry). Zásahy mimo zásahové plochy jsou neplatné, krom toho jsou na těle ještě zakázané zásahové plochy (hlava, krk, rozkrok), na které se ani nesmí předstírat výpad a při opakovaném zasahování může být hráč ze hry vyloučen. Je nutné zbraně před dopadem brzdit, protože i když jsou obalené a obalení se téměř vždy kontroluje organizátory, některé rány mohou být bolestivé. Obvykle je zakázaný jakýkoli fyzický kontakt, zvlášť pak údery pěstí nebo kopy. Někde se povoluje chycení předloktí protivníka. Zásah lukem probíhá podobně, na některých akcích je ovšem platný pouze zásah do trupu. Obyčejně má hráč 3 až 6 životů.
Velmi rozšířený je také šatrhový systém, kde se hráči snaží předstírat reálná zranění, což v praxi většinou znamená smrt po jednom razantnějším zásahu. Na těchto akcích jsou zásahové plochy mnohem větší a zpravidla zahrnují i hlavu (bez obličeje). Paradoxně se na šatrhových bitvách stává minimum úrazů, protože se jich účastní zkušení a dobře vybavení hráči. Bývá zde povinná kovová helma a minimální ochrana trupu ve formě vycpávané zbroje, často je také kladen důraz na kvalitu kostýmu po estetické stránce. Průkopníky v tomto stylu byli organizátoři bitev ZKAPK, Pellenor a Brody přes Želíz.

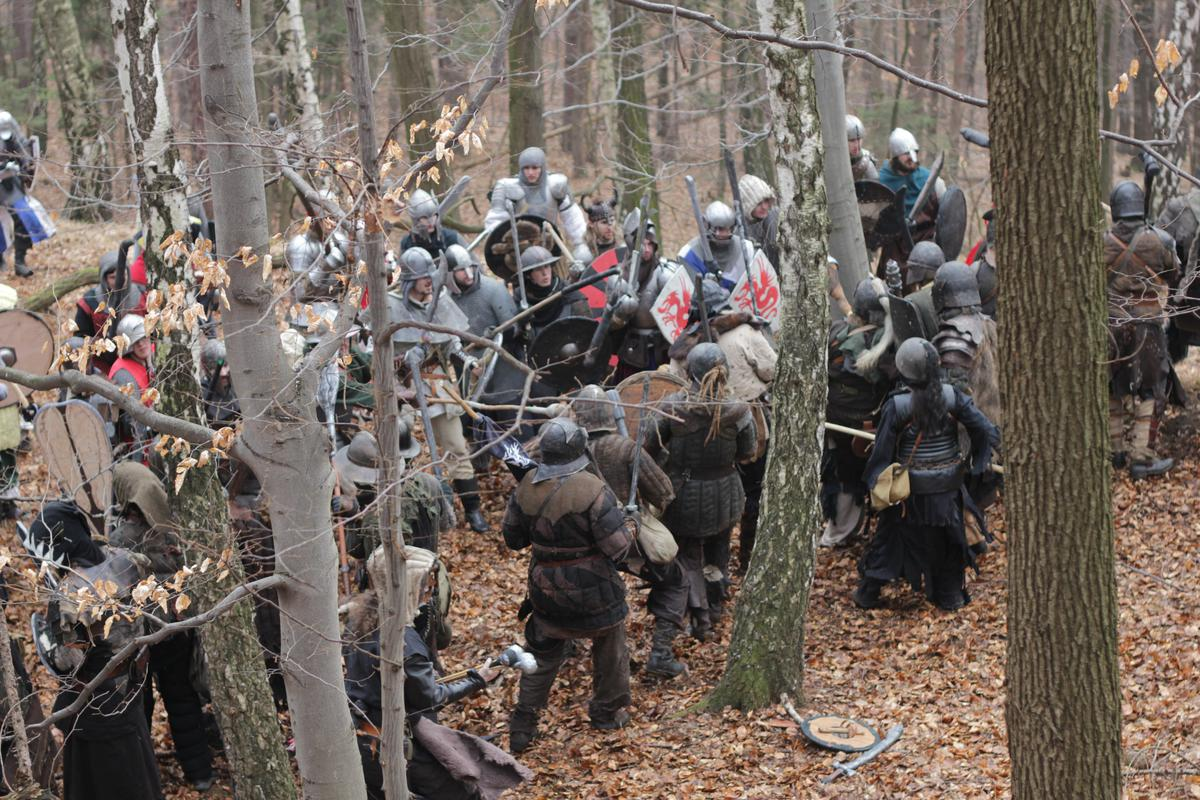
Střet

### Omezení zbraní
Požadavky na samotnou konstrukci zbraně jsou uvedeny v kapitole Dřevárnická zbraň. Pravidla FAS ale stanoví limity délky zbraní takto:
- Jednoruční zbraň: Do 90 centimetrů délky (u seker se počítá největší naměřitelný rozměr). K jednoruční zbraně se často používají v kombinaci se štítem nebo dýkou.
- Jedenapůlruční zbraň: Maximální délky zbraní jsou zde používány dvě → 100 nebo 110 cm. Tato zbraň se drží obouruč ale před dopadem je ji možné jednou rukou pustit a získat tak cenné centimetry, které mohou zajistit zásah protivníka. Štít se s nimi používat nedá. Sekery se počítají stejně jako u jednoručních.
- Obouruční zbraň: Maximální délky zbraní jsou zde používány dvě → 110 nebo 130 cm. Po celou dobu se musí držet oběma rukama.
- Luk: Maximální tah tětivy se obecně považuje jako 15kg s tím, že se nesmí používat sportovní luky. Zvlášť přísná pravidla jsou pro šípy, které organizátor vždycky kontroluje.
- Dýky: do 40cm, někde musí být celé měkké bez vyztužení.
- Tesáky: do 60cm.

Nutno podotknout, že omezení zbraní se mohou velmi lišit akci od akce.

### Herní prostředí
Dřevárny se skoro vždy odehrávají v lese. V případě bitev (viz druhy dřeváren) se hráči rozdělí podle stran, za které bojují a jako základnu používají svůj „hrad“, „město“ nebo „věž“, což je místo ohraničeném provázkem nataženým mezi stromy. Provázek symbolizuje stěny a je na jednom místě přerušen. Toto místo představuje bránu a v případě napadení města se všichni obránci shromáždí do řady a brání útočníkům vniknout dovnitř (dle pravidel boje). Pokud útočníci bránu prolomí, mohou pak „vyrabovat“ město (získají body pro svou stranu nebo jinou herní výhodu). Pokud hráči zrovna nebrání města nebo na ně neútočí, mohou ještě bojovat o jiná strategická místa nebo se pokoušet plnit speciální úkoly od organizátorů. Mohou hledat speciální hráče (CP - cizí postavy), kteří mají nějaké informace nebo nabízejí za protislužbu herní peníze. Jiné CP například obchodují a za herní peníze je od nich možné koupit určité herní výhody (lektvary - papírek, který se při použití roztrhne a vrátí hráči několik ztracených životů, lepší zbraně - při zásahu vezmou obránci dva nebo víc životů). Obchod a herní cíle CP jsou mnohem více rozvinuty v LARPech. Jestliže hráč v boji „zemře“ (jeho životy klesnou na nulu), musí se vrátit do své věže a tam čekat určitý čas na „oživení“.
Často se na konci hry koná „závěrečná bitva“, ve které se sejdou úplně všichni hráči a rozdělí se na dvě strany, které se pak pokusí o vzájemné pozabíjení. Na velkých akcích se v závěrečné bitvě většinou ve formě počtu životů promítá skóre z celé bitvy před tím a přesná organizace umožňuje stanovit vítěze podle jejího výsledku. Na menších akcích se někdy bitva čistě pro pobavení hráčů zopakuje.

### Organizace
Dřevárny organizují většinou dobrovolné skupiny, občanská sdružení a někdy skautské oddíly. Hráči se o nich pak dozvídají ve většině z kalendáře akcí Archivováno 9. 2. 2010 na Wayback Machine. či odjinud z internetu (převážně diskusní server Hofyland nebo již standardně facebook). Konají se buď bitvy jednodenní, víkendové se zažitým harmonogramem (pátek-příjezd, sobota-bitva, neděle-odjezd či eventuálně dopoledne pokračování bitvy) a nebo i vícedenní. Světy mají délku konání rozmanitou, někdy až čtyři herní dny a vzácně i více. Většinou se musí na akce hráči předem přihlásit. Hráči platí organizátorům vstupné, které se používá na pokrytí nákladů na herní předměty, dopravu, pronájem pozemků atd. Nejznámějším světem bývaly Zlenice (cca 4 dny a 500 hráčů, momentálně nedosahují ani poloviční účasti). Dnes je po celé republice organizována mnoho světů s účastí 100 až 200 hráčů. Mezi významné bitvy patří Bitva pěti armád Doksy, Pán Prstenů: Bitva o Středozem, Bitva o Západní Úvaly.

## Vybavení

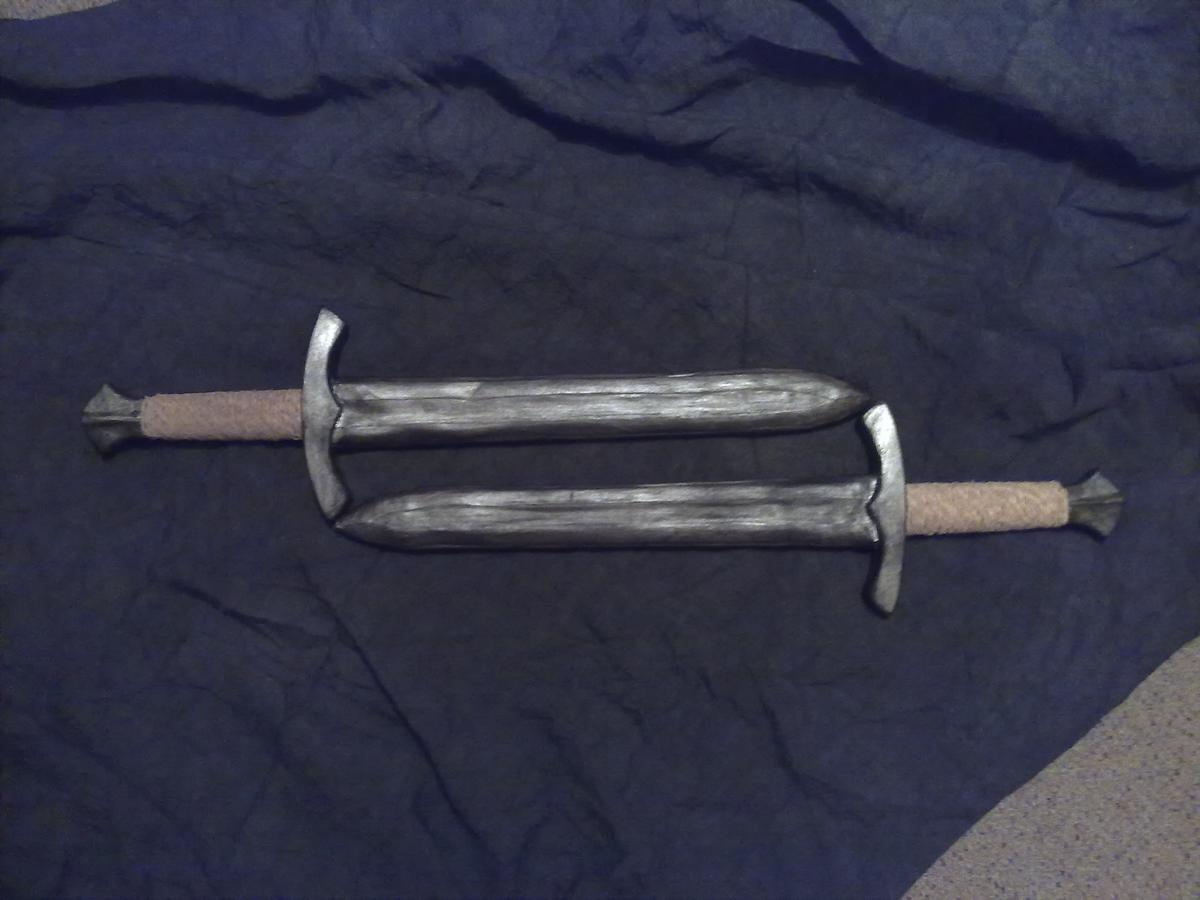
Dřevárnické dýky

Na úplném začátku se používaly zbraně čistě dřevěné, které ale byly dost nebezpečné a často tak docházelo k zraněním (lze si představit, jak například dopadne nechtěná rána násadou od motyky do hlavy nebo přes prsty). Časem je vystřídaly zbraně obalované jekorem a měkčené molitanem, ale dnes už se většinou měkčí jen sečná plocha jednou či dvěma vrstvami karimatky, které chrání proti proseknutí tenký proužek jekoru. Poslední dobou se těší značné oblibě používání laminátového jádra (namísto dřevěného), protože laminát je pevnější a zbraně se pak tolik neničí. Celý celek (jádro a měkčící vrstvy) je důkladně slepen chemoprenem a na povrchu obalen kobercovou páskou. Pro lepší vzhled se často povrch zbraně natírá matnou kovovou barvou.
Nejčastěji používanou zbraní je bezesporu meč. Kromě mečů se používají i sekery (jejich čepel je celá jekorová a ohebná), různé palice a kladiva (ta bývají kromě topora celá molitanová) anebo řemdihy a jiné zvláštní zbraně. Velké oblibě v posledních letech těší tyčové zbraně jako píky nebo kopí. K jednoručním zbraním se používají většinou překližkové štíty.
Poslední skupinou zbraní jsou luky, které jsou limitovány maximálním tahem (oficiálně je to 150 N ale zpravidla rozhoduje organizátor osobně vyzkoušením a to bývá přísnější). Šípy mají místo špice měkké bambule (minimální rozměr je 5cm), které zajistí, že ani při zásahu oka nehrozí zranění. Obecně je ovšem na hlavu mířit zakázáno.

## Druhy dřeváren

### Bitva
Nejčastější a na uspořádání nejjednodušší akce. Nevyžaduje žádné herecké schopnosti ani pokusy, hráči se rozdělí na několik národů (armád) a bojují proti sobě. Hlavním cílem bývá dobývání věží nepřátel a jeden úkol společný všem stranám (například získání mocného herního předmětu, definitivní obsazení daného území aj.). Strana, která úkol splní (může být rozhodnuto v závěrečné bitvě), se stává vítězem akce. Vítězové nedostávají žádnou odměnu, maximálně vlastní zadostiučinění (z části je to proto, že dřevárny spoléhají na poctivost hráčů, kterou by nějaká hodnotná výhra mohla ohrozit).

### Družinovka
Tento druh akce se mnohem více podobá dobrodružství z klasických  her na hrdiny. Hráči se rozdělí do více skupin po několika členech a plní zvláštní úkoly, jako například prohledávání různých míst nebo pátrání po nějakém tajemství. Kromě boje družin mezi sebou (střetne-li se jejich herní zájem) většinou hráči bojují s cizími postavami (CP) z řad organizátorů, kterých je na akci velké množství (představují specifické role v příběhu, v jeho průběhu je někdy mění). Hráči musejí ovšem také vyjednávat, sledovat nebo vyřešit logický problém, protože jejich herní cíl nemusí být násilím řešitelný.

### Svět
Svět je nejsložitější akce a v podstatě je možné ho označit stejně dobře jako LARP. Vyžaduje po každém hráči vytvoření vlastní herní postavy a charakteru, který bude na akci hrát. Hráči mohou sledovat své vlastní herní cíle, spřádat intriky nebo se pokoušet získat bohatství v herní ekonomice. Na dřevárnových světech je ale stále kladen velký důraz na boj, čímž se nepatrně liší od typických LARPů. Světy jsou delší akce, často trvající týden nebo ještě déle. Hráči nejsou v hraní své postavy nijak limitováni a záleží jen na nich, jak průběh akce ovlivní. Pokud má hráč například hrát postavu nejvyššího velitele královského vojska, může se klidně pokusit zavraždit krále a dosadit se na jeho místo, spřádat intriky nebo donášet informace nepříteli. To například na bitvách není možné.